# Neuvième circonscription de Tokyo
La neuvième circonscription de Tokyo (東京都第9区, Tōkyō-to dai-kyū-ku) est l'une des trente circonscriptions législatives que compte la préfecture métropolitaine de Tokyo.

## Description géographique
Depuis 1994, la neuvième circonscription de Tokyo correspond à une partie de l'arrondissement spécial de Nerima,,,.

## Députés
| Législature | Début de mandat | Fin de mandat | Député élu           | Parti politique | Parti politique |
| ----------- | --------------- | ------------- | -------------------- | --------------- | --------------- |
| 41e         | 1996            | 2000          | Kōichi Yoshida (ja)  |                 | Shinshintō      |
| 42e         | 2000            | 2003          | Kōichi Yoshida (ja)  |                 | PDJ             |
| 43e         | 2003            | 2005          | Isshū Sugawara (ja)  |                 | PLD             |
| 44e         | 2005            | 2009          | Isshū Sugawara (ja)  |                 | PLD             |
| 45e         | 2009            | 2012          | Takatane Kiuchi (ja) |                 | PDJ             |
| 46e         | 2012            | 2014          | Isshū Sugawara       |                 | PLD             |
| 47e         | 2014            | 2017          | Isshū Sugawara       |                 | PLD             |
| 48e         | 2017            | 2021          | Isshū Sugawara       |                 | PLD             |
| 49e         | 2021            | 2024          | Issei Yamagishi (ja) |                 | PDC             |
| 50e         | 2024            | -             | Issei Yamagishi (ja) |                 | PDC             |